# 스튜어트 홈즈
스튜어트 홈즈(영어: Stuart Holmes 스튜어트 홈스[*], 1884년 3월 10일 ~ 1971년 12월 29일)는 미국의 배우이다.

## 출연 작품
- 세븐 데이스 인 메이 (1964년)
- 후즈 갓 더 액션? (1962년)
- 리버티 벨런스를 쏜 사나이 (1962년)
- 아다 (1961년)
- 생츄어리 (1961년) - 코트룸 스펙테이터 역
- 잃어버린 세계 (1960년)
- 애정의 고빗길 (1960)
- 벨스 아 링잉 (1960년)
- 파티 걸 (1958년)
- 독수리의 날개 (1957년)
- 쉬 크리처 (1956년)
- 애니씽 고즈 (1956년)
- 자이언트 (1956년)
- 걸 인 더 레드 벨벳 스윙 (1955년)
- 텐더 트랩 (1955년)
- 언제나 맑음 (1955년)
- 미트 대니 윌슨 (1952년)
- 배드 앤 뷰티 (1952년)
- 사랑은 비를 타고 (1952년)
- 애보트와 코스텔로 - 투명인간을 만나다 (1951년)
- 말 많은 세상 (1951년)
- 미스터 뮤직 (1950년)
- 레츠 댄스 (1950년)
- 로켓쉽 X-M (1950년)
- 선 컴스 업 (1949년)
- 세 부인 (1949년)
- 업 인 센트럴 파크 (1948년)
- 로맨스 온 더 하이 시스 (1948년)
- 송 오브 러브 (1947년)
- 골든 이어링 (1947년)
- 유령과 뮤어 부인 (1947년)
- 더 베스트 이어스 오브 아워 리브스 (1946년) - 웨딩 게스트 역
- 틸 더 클라우즈 롤 바이 (1946년)
- 비코즈 오브 힘 (1946년)
- 러버 컴 백 (1946년)
- 스릴 오브 어 로맨스 (1945년)
- 허 럭키 나이트 (1945년)
- 더 화이트 클리프스 오브 도버 (1944년)
- 맨파워 (1941년)
- 캐슬 온 더 허드슨 (1940년)
- 나치 스파이의 고백 (1939년)
- 포효하는 20년대 (1939년)
- 잠수함 D-1 (1937년)
- 키드 갈라드 (1937년)
- 더 캡틴스 키드 (1936년)
- 케인 앤 마블 (1936년)
- 리틀 빅 샷 (1935년)
- 쇼 걸 인 헐리우드 (1930년)
- 웃는 남자 (1928년)
- 네 기수의 묵시록 (1921년)